# Циліндрична змія червона
Циліндрична змія червона (Cylindrophis ruffus) — неотруйна змія з роду Циліндрична змія родини Циліндричні змії. Має 2 підвиди. Місцеві жителі називають її «змією з двома головами», проте потрібно врахувати, що цим же прізвиськом вони нагороджують й інших риючих змій.

## Опис
Загальна довжина сягає 39 см. Голова невелика, очі маленькі, зіниці круглі. Зуби помірної довжини. Тулуб має циліндричну форму. Спинна луска гладенька, має 19—21 рядків. Хвіст короткий й тупий. Загальне, буро-чорне забарвлення тулуба доповнюється червоним (помаранчевим, жовтим) шийним напівкільцем й яскраво-червоним забарвленням нижньої сторони хвоста. Це забарвлення добре використовується змією при захисній позі.

## Спосіб життя
Полюбляє тропічні ліси, оброблювані землі, заболочені рисові поля. Значну частину життя проводить під землею, гарно риє нори та ходи. Активна вночі. Харчується земноводними та дрібними зміями, зокрема сліпунами. Довжина проковтнутої здобичі іноді перевищує довжину самої змії.
Будучи перелякана, притискає голову до землі, сильно сплощує тулуб й хвіст, розводячи у боки ребра, піднімає задній кінець тіла, зігнувши його та повернувши до супротивника яскраво-червону нижню сторону хвоста. В одних випадках хвіст просто піднятий та злегка зігнутий, а в інших — закручений в кілька кілець й піднятий догори у вигляді коралово-червоного кола. Цим прийомом увагу хижака відволікається від найбільш важливою та вразливою частини тіла — голови.
Це яйцеживородна змія. Самиця народжує від 2 до 10 дитинчат 20 см завдовжки.

## Розповсюдження
Мешкає у М'янмі, Таїланді, Лаосі, Камбоджі, В'єтнамі, Малайзії, на півдні Китаю, Великих Зондських островах (Індонезія).

## Підвиди
- Cylindrophis ruffus burmanus
- Cylindrophis ruffus ruffus